# Günter Hepe
Günter Hepe (* 1937 en Ámsterdam) es un historiador del arte y galerista germano-holandés.

## Biografía
Tras la Segunda Guerra Mundial, Hepe estudió historia del arte en Ámsterdam y abrió una galería especializada en arte no europeo. Al hacerlo, continuó deliberadamente la tradición del modernismo clásico, perseguido e interrumpido por el nacionalsocialismo, y quiso darle un nuevo impulso en el norte de Europa central. A principios de la década de 1970, Hepe se trasladó a Berlín y fundó la primera galería especializada en Arte africano y oceánico. Desde esta galería de nombre holandés Van Alom (De todas partes), se transmitieron impulsos decisivos al mercado del arte de Berlín Occidental y Alemania Occidental, pero también a la práctica expositiva de los museos.
A lo largo de las décadas, la galería se trasladó varias veces de Berlín-Schöneberg a Charlottenburg y finalmente a las inmediaciones de Museumsinsel en Berlín-Mitte. En 2006, la galería de la calle Anna-Louisa-Karsch cerró sus puertas, ya que Hepe padecía una enfermedad que ponía en peligro su vida y los médicos esperaban que muriera pronto. Tras su recuperación en los años siguientes, Hepe siguió cultivando contactos con galeristas, museólogos, marchantes, coleccionistas e investigadores nacionales y extranjeros. Desde entonces, ha trabajado como asesor en el desarrollo y la recepción de colecciones de museos y particulares. Un ejemplo de ello es la exposición «El descubrimiento del individuo» (2016/17) en Lutherstadt Wittenberg, en la que algunas de las obras centrales proceden originalmente de la colección de Hepe.

## Cooperaciones
Uno de los estrechos colaboradores y confidentes de Hepe fue el galerista Rudolf Springer, a quien Hepe apoyó en calidad de asesor durante muchos años. Hubo contactos frecuentes con el Museo Etnológico de Berlín; el coleccionista de arte y fundador del museo Heinz Berggruen también era un invitado frecuente en Berlin-Mitte y solicitaba asesoramiento sobre arte africano. Al mismo tiempo, la Galerie Van Alom se convirtió en un foro para artistas de varias generaciones, como Thuur Camps, Udo Nöger, Ottavio Giacomazzi, Simone Kornfeld o Friedrich Schröder-Sonnenstern, con quien Hepe también mantuvo una amistad personal.
Hepe asesoró en el rodaje de la película F for Fake, de Orson Welles (1973), aportó atrezzo de su galería y actuó él mismo como extra.

## Literatura y publicaciones propias (selección)
- Günter Hepe: Erdmuth der Hüther, ein Bildroman aus Deutschlands großer Zeit in vielen Fortsetzungen; 1. Erdmuth hüthet das Geheimnis des Buchstaben T. En: Kurt Mühlenhaupt (editor: Kurt Mühlenhaupt) (editor): Die No1 aus dem Leierkasten, Berlín 1962.
- Alfred Bader: Paciente mental o artista. El caso de Friedrich Schröder-Sonnenstern, 1972.
- Bruno Duborgel: La Maison. l'artiste et l'enfant. Publications de l'Université Jean Monnet, 2001.
- Ferdinand Schädler: El arte africano en las colecciones privadas alemanas. 1973.
- Galerie Springer: Kissi-Mende: Figuras de piedra africanas. Del 17 de octubre al 20 de noviembre de 1980.
- Galerie Springer: 117 veces África. 1989.
- Galería Van Alom: Rongo rongo. Udo Nöger - South Sea pictures 87/88, 1987.
- Camps, Thuur. En: P. M. J. Jacobs: Beeldend Nederland. Biografisch handboek. Deel 1, A-K. Jacobs, Tilburg 1993, ISBN 90-801063-1-3.
- Galería Van Alom: Udo Nöger. New works 89-90. 1990.
- Galería Van Alom: Eje Norte HENKEL - KEMPFER - WILKE. Con textos de Jens Semrau, Ursula Feist y Jürgen Schweinebraden, 1992.
- Galerie Van Alom: Ottavio Giacomazzi. .e vorrei s-perdermi in immagini e ricordi . costruire. 1997.